# Dolné Saliby
Dolné Saliby és un poble i municipi d'Eslovàquia que es troba a la regió de Trnava, a l'oest del país.

## Història
La primera menció escrita de la vila es remunta al 1158.

## Demografia
| Godina             | 1994 | 2004   | 2014   | 2024   |
| ------------------ | ---- | ------ | ------ | ------ |
| Nombre de persones | 1912 | 1957   | 1954   | 2024   |
| Diferència         |      | +2,35% | −0,15% | +3,58% |

| Godina             | 2023 | 2024   |
| ------------------ | ---- | ------ |
| Nombre de persones | 2036 | 2024   |
| Diferència         |      | −0,58% |